# Kepler-Seminar
Das Schülerforschungslabor Kepler-Seminar e. V. fördert Kinder und Jugendliche aus Stuttgart und Umgebung  von Klasse 5 bis zum Bildungsabschluss mittlere Reife bzw. Abitur mit einem breiten Angebot aus allen MINT(Mathematik – Informatik – Naturwissenschaft – Technik)-Teilbereichen. Die Förderung geschieht in Form von Arbeitsgemeinschaften, Ferienkursen, Seminarkursen, Exkursionen und Betreuung bei Wettbewerben.

## Entstehung
1983 richtete Robert Bosch d. J. in der von ihm und seiner Schwester gegründeten Heidehof Stiftung das Eigenprojekt Kepler-Seminar für Naturwissenschaften ein. Ausschlaggebend war sein damaliger Eindruck, dass Naturwissenschaft und Technik bei der Jugend an Ansehen verloren habe. Dem wollte er entgegenwirken, da sich eine Gesellschaft, deren Wohlstand sich auf wissenschaftlich-technischen Fortschritt gründet, sich dies nicht leisten könne. Das Kepler-Seminar war damit ein Vorläufer der Schülerforschungszentren, die ab den 2000er Jahren überall in Deutschland entstanden.
Bis 2016 war das Kepler-Seminar eine Einrichtung der Heidehof Stiftung. Im gleichen Jahr wurde das Kepler-Seminar dann ein eingetragener Verein mit dem Namen Schülerforschungslabor Kepler-Seminar e.V. Das Schülerforschungslabor Kepler-Seminar e.V. vereint die Aktivitäten des früheren Kepler-Seminars und des früheren Vereins MiNe-MINT und hat das Angebot seit dieser Zeit nochmals stark erweitert.

## Förderung
Es gibt zahlreiche Angebote im Kepler-Seminar vom Forschenden Lernen für die Unterstufe (Klasse 5–7) über den Junior Science Club (Sek I) bis zu den Oberstufen-AGs in Chemie, Informatik, Life Science und Physik. In allen Altersstufen steht das selbstständige Arbeiten mit guter fachlicher Betreuung im Vordergrund.  Zusätzlich werden Exkursionen durchgeführt. In den Herbstferien und den Faschingsferien finden Kompaktseminare statt. Ein Teil dieser Veranstaltungen findet jedes Jahr statt, ein Teil wechselt.
Zusammen mit dem Ministerium für Kultus, Jugend und Sport Baden-Württemberg bereitet das Kepler-Seminar auch die Teilnehmer aus Baden-Württemberg auf die Auswahl für die Internationale Physikolympiade und Internationale Chemieolympiade vor.
In der Geschichte des Kepler-Seminars gab es viele Bundes- und Landessieger bei Jugend Forscht. Auf internationaler Ebene wurde an den Wettbewerben International Young Physicists’ Tournament (IYPT), International Conference of Young Scientists (ICYS) und Science on Stage teilgenommen. Zudem nimmt das Kepler-Seminar zusammen mit dem Schülerforschungszentrum Südwürttemberg und dem Phaenovum in Lörrach jedes Jahr an der „Quanta International Competition for Science, Mathematics, Mental Ability and Electronics“ der CMS in Lucknow (Indien) teil, und hat bereits mehrere Gesamtsiege errungen.